# Hazel Doupe
Hazel Doupe (* um 2002) ist eine irische Schauspielerin.

## Leben
Hazel Doupe besuchte das Skerries Community College in Dublin, wo sie auch Schauspielunterricht an der Visions Drama School im Stadtteil Temple Bar erhielt.
Eine erste Hauptrolle hatte sie 2015 als Wendy Darling/Lucy Rose im Fernsehfilm Peter and Wendy des Senders ITV mit Stanley Tucci als Captain Hook. 2018 war sie in einer weiteren Hauptrolle als Frances in dem beim Toronto International Film Festival mit dem FIPRESCI-Preis der Sektion Discovery ausgezeichneten Film Float Like a Butterfly von Carmel Winters zu sehen. Für die Titelrolle im Kurzfilm Kathleen Was Here von Eva Birthistle wurde sie 2021 mit dem Aer Lingus Discovery Award am Virgin Media Dublin International Film Festival ausgezeichnet.
In dem beim Toronto International Film Festival 2021 uraufgeführten Spielfilmdebüt You Are Not My Mother von Kate Dolan verkörperte sie die Rolle der Char, für deren Darstellung sie im Rahmen der Irish Film and Television Awards 2022 als beste Hauptdarstellerin nominiert wurde. Neben Kate Dolan erhielt sie 2022 auch eine Nominierung als IFTA Rising Star. 2021/22 war sie in einer wiederkehrende Rolle als Ingrid Jensen in der Serie Smother zu sehen. Für die Mysteryserie Sanctuary basierend auf einem Roman von V. V. James mit Elaine Cassidy als Hexe Sarah Fenn wurde sie als deren Filmtochter Harper besetzt. In der Disney+-Mini-Serie Say Nothing (2024) basierend auf dem gleichnamigen Buch von Patrick Radden Keefe über den Nordirlandkonflikt übernahm sie die Rolle der Marian Price.
In den deutschsprachigen Fassungen wurde sie unter anderem von Zina Laus (Peter & Wendy) sowie von Lisa Braun (Into the Badlands) synchronisiert.

## Filmografie (Auswahl)
- 2010: Jack Taylor – Das schweigende Kind (Fernsehserie)
- 2012: Titanic – Blood and Steel (Mini-Serie)
- 2013: Ripper Street – Die Liebe und der Tod (Fernsehserie)
- 2014: Davin
- 2015: Peter and Wendy (Fernsehfilm)
- 2016: Property of the State
- 2017: Into the Badlands – Die Hand der fünf Gifte (Fernsehserie)
- 2017: Michael Inside
- 2018: Float Like a Butterfly
- 2019: Ciúnas (Silence) (Kurzfilm)
- 2019: Shadow of Violence (Calm with Horses)
- 2020: Troubled Times (Kurzfilm)
- 2020: Kathleen Was Here (Kurzfilm)
- 2020: Cease (Kurzfilm)
- 2021: The Green Sea
- 2021: You Are Not My Mother
- 2021–2022: Smother (Fernsehserie)
- 2022: Red Lake (Kurzfilm)
- 2023: The Miracle Club
- 2024: Sanctuary – A Witch’s Tale (Fernsehserie)
- 2024: Say Nothing (Mini-Serie)
- 2024: Kathleen Is Here